# Boys Don't Cry (filme)
Boys Don't Cry (bra: Meninos Não Choram; prt: Os Rapazes Não Choram) é um filme americano de 1999, do gênero drama biográfico, dirigido por Kimberly Peirce e coescrito por Peirce em parceria com Andy Bienen. O filme é uma dramatização da vida de Brandon Teena (interpretado por Hilary Swank), um homem transexual que tenta descobrir-se e encontrar um amor em Nebraska; contudo, no decorrer dessa busca, acontecem eventos inesperados. Nos papéis coadjuvantes estão Chloë Sevigny (como Lana Tisdel, namorada de Brandon) e Peter Sarsgaard (como John Lotter).
Depois de ter lido o caso enquanto ainda estava na faculdade, Peirce realizou uma extensa pesquisa para criar um roteiro, no qual trabalhou por quase cinco anos; ela também inseriu, no filme, muitos dos diálogos tirados diretamente do arquivo de gravação do documentário The Brandon Teena Story (1998). Durante o processo de seleção para o papel principal, o qual durou três anos, inúmeras atrizes fizeram testes de elenco, tendo sido Swank a escolhida devido à semelhança de sua personalidade com a de Brandon. Apesar de a maioria das personagens terem sido baseadas em pessoas reais, algumas foram criadas.
As filmagens ocorreram entre outubro e novembro de 1998 na região de Dallas, Texas. Os produtores, inicialmente, queriam filmar em Falls City, Nebraska, onde os eventos ocorreram na vida real; no entanto, devido ao baixo orçamento, as gravações tiveram de acontecer no Texas. A fotografia usa iluminação obscura e artificial e foi influenciada por uma variedade de estilos, incluindo o neorrealismo e os filmes de Martin Scorsese, ao passo que a trilha sonora utiliza principalmente música country, blues e rock. Os temas do filme, que foram analisados por muitos acadêmicos, incluem a natureza das relações românticas e platônicas, as causas da violência contra pessoas LGBT, pessoas transgênero e não-binárias, e a relação entre classes sociais, raças e gêneros.
O filme estreou no Festival de Cinema de Nova Iorque em 1.º de outubro de 1999, antes de ter sido exibido em vários outros festivais de cinema. Alvo de controversas, foi inicialmente classificado como NC-17 (Sem crianças abaixo de 17 anos), mas depois foi reclassificado para R (Restrito). Distribuído pela Fox Searchlight Pictures, recebeu um lançamento limitado nos Estados Unidos em 22 de outubro, e apresentou um bom desempenho na bilheteria norte-americana: até maio de 2000, já havia ganhado três vezes a mais do que seu orçamento de dois milhões de dólares. A película foi aclamada por críticos, e muitos classificaram-na como um dos melhores filmes do ano; louvores foram dados à atuação de Swank em especial e à forma como a produção aborda seus temas. No entanto, algumas pessoas que estiveram presentes na vida real de Brandon criticaram Boys Don't Cry por não ter retratado os eventos com precisão. A obra recebeu inúmeras indicações a diversos prêmios, dentre as quais duas ao Oscar 2000 nas categorias de Melhor Atriz (Swank) e Melhor Atriz Coadjuvante (Sevigny), vencendo a primeira. A dupla também foi nomeada aos Prêmios Globo de Ouro 2000, em que Swank ganhou Melhor Atriz - Drama, e aos Prêmios Screen Actors Guild 2000; Swank recebeu ainda uma indicação ao BAFTA de Melhor Atriz e ganhou o Critics Choice, além de outros prêmios.
Em 2019, o filme foi selecionado para preservação no National Film Registry dos Estados Unidos pela Biblioteca do Congresso como sendo "culturalmente, historicamente ou esteticamente significativo".

## Sinopse
Baseado na história real de Brandon Teena (Teena Brandon), Boys Don't Cry relata a juventude de um homem transsexual. O filme retrata sua trajetória enquanto transgênero e os embates que vive diante da sociedade.

## Elenco
- Hilary Swank .... Brandon Teena
- Chloë Sevigny .... Lana Tisdel
- Peter Sarsgaard .... John Lotter
- Brendan Sexton III .... Tom Nissen
- Alicia Goranson .... Candace
- Alison Folland .... Kate
- Jeannetta Arnette .... Mrs. Tisdel
- Rob Campbell .... Brian
- Matt McGrath .... Lonny Brandon
- Cheyenne Rushing .... Nicole

## Produção

### Antecedentes
Brandon Teena foi um homem trans norte-americano, que foi espancado, violado e assassinado por dois conhecidos em dezembro de 1993, quando tinha 21 anos. Kimberly Peirce, na época estudante de cinema na Universidade Columbia, ficou interessada no caso depois de ler um artigo de 1994 escrito pela jornalista Donna Minkowitz para o Village Voice. Peirce ficou fascinada pela vida e morte de Brandon, e disse: "No momento em que li sobre Brandon, me apaixonei. Com a intensidade de seu desejo em se transformar em um garoto, o fato de ele ter feito isso sem ter ninguém como modelo. A grande imaginação que esta pessoa tomou foi completamente emocionante para mim". A cobertura sensacionalista da mídia sobre o caso também aumentou seu interesse. A diretora disse que olhou para além da brutalidade do caso e viu os aspectos positivos da vida de Brandon como parte do que eventualmente causa a própria morte. Ela admirou a audácia de Brandon, a capacidade de resolver problemas complicados e o que ela percebeu como a sensação de fantasia invocada por sua personalidade.
Peirce queria contar a história da perspectiva de Brandon, e estava com o desejo de que ele usasse roupas masculinas: "Comecei a assistir toda a cobertura midiática e bastante coisas eram sensacionalista. As pessoas estavam se concentrando no espetáculo de uma menina que se passou por menino, porque isso é muito estranho para muitas pessoas. Eu conhecia meninas que se passaram por meninos, então Brandon não era uma pessoa estranha para mim, era uma pessoa muito familiar". A diretora foi influenciada pela opinião pública do caso, acreditando que o público norte-americano geralmente estava mal informado e estava se concentrando no crime sem dar muita compreensão emocional, o que, para ela, é realmente perigoso, especialmente com a cultura de violência. Posteriormente começou a trabalhar em um conceito para o filme e deu o título de trabalho de Take It Like a Man.
O projeto atraiu interesse de várias empresas de produção, como a Blue Relief, de Diane Keaton, que mostrou interesse no roteiro em meados da década de 1990. Inicialmente, o filme deveria basear-se, em grande parte, no livro de crimes reais All She Wanted, de Aphrodite Jones, que contou a história das últimas semanas de Brandon. Nos rascunhos anteriores do roteiro continham  cenas com os antecedentes familiares de Brandon, incluindo sua irmã, Tammy, e a mãe, Joann, assim como algumas das ex-namoradas de Teena. No entanto, Peirce modificou o roteiro de acordo com sua visão para se concentrar na relação entre Brandon e sua namorada de 19 anos, Lana Tisdel, que a diretora chamou de "grande história de amor", em oposição a All She Wanted, que não colocou uma ênfase no relacionamento.
Para financiar o roteiro e o desenvolvimento do projeto, Peirce trabalhou como paralegal em turnos da meia-noite e como projecionista de filmes de 35mm; ela também recebeu uma bolsa da New York Foundation for the Arts. O projeto atraiu a atenção da produtora Christine Vachon, que tinha visto um curta que Peirce tinha feito para sua tese em 1995 sobre o caso. Os estúdios IFC Films, Hart Sharp Entertainment e Killer Films juntamente com Vachon e Eva Kolodner, forneceram financiamento para o projeto. A IFC contribuiu com cerca de um milhão de dólares, mas o eventual financiamento permaneceu abaixo dos dois milhões. Peirce coescreveu o roteiro com Andy Bienen, com quem trabalhou durante 18 meses nos rascunhos finais e foram cuidadosos em não "mitificar" Brandon; o objetivo era mantê-lo tão humano quanto possível. Na etapa de edição do roteiro,a  diretora enviou o rascunho para a Fox Searchlight Pictures, que concordou em produzir e distribuir o filme enquanto dava a licença artística para Peirce.
Antes das gravações, Peirce pesquisou os fatos entrevistando as pessoas que estiveram de perto, e aproveitou o máximo as informações disponíveis sobre o ocorrido, incluindo transcrições de julgamento. Conheceu Lana Tisdel em uma loja de conveniência e entrevistou-a na sua casa. Tisdel, que começou a namorar Brandon apenas duas semanas antes de ser assassinado, tinha 19 anos no momento do homicídio e morava em Falls City com sua mãe, quem Peirce também entrevistou e os amigos de Brandon. No entanto, ela não conseguiu entrevistar a mãe biológica de Brandon ou nenhum de seus familiares. Muitas informações factuais, incluindo Nissen sendo condenado por incendiário, foram incluídas em Boys Don't Cry.

### Escolha do elenco
Os cineastas mantiveram os nomes reais na maioria dos protagonistas, mas várias personagens coadjuvantes tiveram os nomes alterados. Por exemplo, a personagem Candace foi chamada Lisa Lambert na vida real. O processo de escolha do elenco durou quase quatro anos. Drew Barrymore esteve inicialmente cotada para estrelar no papel principal. Peirce examinou a comunidade LGBT, procurando principalmente mulheres masculinas e lésbicas para interpretarem Brandon Teena, e disse que a comunidade LGBT estava muito interessada no projeto por causa da disseminação em torno do assassinato. Os atores famosos evitaram as audições a pedido de seus agentes devido ao estigma relacionado ao papel.
Teve um momento que o projeto estava quase sendo abandonado porque Peirce não estava satisfeita com a maioria das pessoas que faziam as audições. Em 1996, depois de uma centena de atrizes terem sido consideradas e rejeitadas, Hilary Swank, uma atriz relativamente desconhecida, enviou uma fita de vídeo para a diretora e, após seu sucesso na audição, assinou o contrato. Durante sua audição, Swank, que tinha 22 anos de idade, mentiu sobre sua idade, afirmando que, assim como Brandon, tinha 21 anos. Quando Peirce mais tarde a questionou sobre a mentira, a atriz respondeu: "Mas é isso o que Brandon faria". O anonimato de Swank convenceu a diretora em contratá-la, pois ela não queria uma "atriz conhecida". Além disso, ela notou que na audição de Swank foi "a primeira vez que vi alguém que não era apenas uma confusão para seu gênero, mas que era uma bela andrógina com chapéu de vaqueiro e uma meia nas calças, que sorria e adorava ser Brandon."
A diretora solicitou que Swank "fizesse uma transformação completa" para parecer-se com homem. Imediatamente após o contrato, aquela levou esta para um cabeleireiro e seu cabelo que chegava nas costas foi cortado e tingido para marrom castanho. Quando a atriz viu seu marido, Chad Lowe, novamente, ele mal lhe reconheceu. Ela preparou-se para o papel vestindo e vivendo como um homem por pelo menos um mês, cobrindo os seios com faixa abdominal e colocando meias nas calças na região da virilha como Teena tinha feito; sua aparência ficou convincente. Seus vizinhos acreditaram que o "jovem" que ia e vinha de sua casa era seu irmão que estava lhe visitando. Swank também perdeu sete por cento de sua gordura corporal para salientar a estrutura facial e se recusou a deixar o elenco e a equipe vê-la fora da montagem. Ela ganhou 75 dólares por dia, totalizando 3.000 dólares. Seu salário foi tão baixo que não lhe era possível um plano de saúde.
Para o papel da namorada de Brandon, Lana Tisdel, Peirce imaginou uma jovem Jodie Foster. O papel foi oferecido a Reese Witherspoon e Sarah Polley, até que a diretora decidiu escalar Chloë Sevigny por sua performance em The Last Days of Disco (1998). Sevigny também fez uma audição para o papel de Brandon, mas Peirce decidiu que seria mais adequado ela interpretar Lana porque não conseguia imaginá-la como um homem. A atriz teve de tingir o cabelo vermelho para loiro morango para combinar com a cor do de Lana.
"Há um momento em The Last Days of Disco que Chloë faz uma pequena dança e se movimenta com a câmera. Ela tem essa mistura de atratividade, flerte e sofisticação, mas [logo] depois [a cena acaba], e você quer mais: você quer entrar na tela e agarrá-la. Quando eu vi isso, e sua confiança e inteligência, pensei: [e] se ela pudesse namorar com Brandon e a audiência dessa maneira? é exatamente isso que precisamos para Lana. Eu lhe disse: 'Tu queres fazer uma audição para interpretar Lana?' Ela disse não. Então respondi: 'OK, pode ficar o papel'".
— Peirce ao falar da escolha de Sevigny para o papel.
Peter Sarsgaard interpretou John Lotter, o ex-namorado de Lana, que estuprou e assassinou Teena. Sarsgaard foi uma das primeiras escolhas para o papel. Ele disse posteriormente que queria que sua personagem fosse "gentil e simpático mesmo", porque queria que o público "visse por que as outras personagens poderiam morar comigo. Se meu personagem não fosse necessariamente simpático, queria que ele fosse bastante carismático". Em entrevista ao The Independent, declarou que "Eu me senti muito sexy, estranhamente, interpretando John Lotter. Senti que era como um xerife, sabe, e todos me amaram". Alicia Goranson, conhecida por interpretar Becky na sitcom Roseanne, foi contratada para interpretar Candace por sua semelhança com Lisa Lambert.

### Filmagens
Inicialmente, as filmagens ocorreriam dentro de trinta dias, no entanto, durou de 19 de outubro a 24 de novembro de 1998. O pequeno orçamento influenciou em algumas decisões, incluindo o corte de alguns incidentes para acelerar o tempo do filme, e isso limitou muito o conteúdo. Por exemplo, o filme mostra um duplo assassinato quando, na realidade, uma terceira pessoa, Phillip DeVine — um homem negro com deficiência — também foi morta, mas foi omitida da história. Na época, DeVine estava namorando a irmã de Lana Tisdel, Leslie. O filme foi filmado principalmente em Greenville, Texas, uma pequena cidade a cerca de 72 km a nordeste de Dallas. A maioria dos incidentes no caso ocorreu em Falls City, Nebraska, mas as restrições orçamentárias fizeram a produção escolher locais no Texas.
Peirce inicialmente queria gravar em Falls City, mas Vachon disse que não seria possível, sendo posteriormente filmado em Omaha, Nebraska, mas a diretora sentiu que "nenhum dos [lugares] parecia perfeito". Além disso, ela também pesquisou locais de filmagem em Kansas e Flórida antes de decidir o Texas, sendo que um dos seus principais objetivos fosse que o público simpatizasse com Brandon. No bônus comentários do diretor, contido em DVD, Peirce disse que "O trabalho estava me informando sobre como eu queria representá-lo. Eu queria que o público entrasse profundamente neste lugar, nessa personagem, para que eles pudessem entreter essas contradições na própria mente de Brandon e não acho que ele fosse louco, não pensaria que ele estava mentindo, mas o consideraria mais humano".
Algumas cenas do filme requereram maior intensidade emocional e física, e para estas, necessitou-se de longos períodos de filmagem. A cena em que Brandon, por vontade de seus amigos, persegue um carro, foi adiada quando um policial, que estava apenas checando o local porque estava em seu turno, exigiu que o grande guindaste de iluminação fosse deslocado de um lado do caminho para o outro. A cena levou seis horas para fotografar e foi filmada no nascer do sol, resultando em um céu azul sendo visto no fundo. Houve algumas complicações técnicas: alguns dos equipamentos de filmagem ficaram presos na lama, e os fios de rádio em algumas das cenas estavam dando erro com a produção de som. Swank exigiu um dublê de corpo para o momento em que ela cai da parte traseira de um caminhão. A cena de estupro de Teena demorou para ser registrada; Brendan Sexton III, que interpretou um dos agressores, começou a chorar após a conclusão desta, e Swank, retratando a personagem assustada, e sentiu a necessidade de "manter uma distância" da realidade. Quando as cenas se tornaram difíceis, ela solicitou à companhia do marido no set. Em alguns momentos, Peirce trabalhou até dezessete horas por dia para completar mais trabalho, mas os outros membros da equipe lhe disseram que isso estava gastando as horas das filmagem noturnas.

### Fotografia
Peirce, que originalmente tentou carreira em fotografia antes de mudar para o cinema, aplicou técnicas que aprendera no filme, descrevendo o humor da obra como "noite artificial". Diretor de fotografia Jim Denault mostrou-lhe o trabalho do fotógrafo Jan Staller, cuja longa exposição sob iluminação artificial inspirou Denault evitar o uso de efeitos de "luar" na maioria do filme. Como forma de incorporar ainda mais a sensação de noite artificial, John Pirozzi, que estava experimentando a fotografia Câmera-Rápida usando uma câmera móvel sem sensor de movimento, foi convidado a criar as tomadas de transição vistas ao longo do filme. O estilo visual do filme retrata o meio-oeste dos Estados Unidos em uma iluminação "contraída", escura e discreta para dar um efeito "surreal". Denault gravou Boys Don't Cry em formato plano e esférico em filme de 35 mm usando película Kodak Vision. A obra foi filmada com uma câmera Moviecam Compact equipada com lentes de super velocidade Carl Zeiss. Para a cena em que Brandon é despido, uma câmera de mão foi usada para dar uma sensação de subjetividade e intimidade, e levou uma hora e meia para ser registrada.
O uso de luz natural baixa e luz artificial alta é mostrado no início do filme na cena da pista de patins em que Brandon consegue seu primeiro relacionamento com uma jovem. Para esta cena, Peirce usou um método de três capturas semelhante ao usado em uma cena em The Wizard of Oz (1939) em que Dorothy sai de sua casa e entra em Oz. As três capturas simbolizam a "entrada na masculinidade" metafórica de Brandon, ou a transição social de mulher para homem. Algumas tomadas tiveram o tempo prolongado para induzir uma sensação de alucinação. Um exemplo é a sequência em que Brandon e Lana têm a primeira relação sexual, seguido deles, Candace e Kate dirigindo em um carro com um plano de fundo do horizonte da cidade sendo mostrado.
Peirce inspirou-se no estilo de filmagem de John Cassavetes e no trabalho inicial de Martin Scorsese e aplicou técnicas neorrealistas. Outra influencia também foi um segundo estilo de trabalho — os filmes "mágicos" de Michael Powell e Kenji Mizoguchi. O primeiro é usado quando Brandon se junta ao grupo de John, Tom, Lana e sua mãe; o último é usado quando ele e Lana começam a se afastar daquela vida. O filme também foi influenciado por Bonnie e Clyde (1967). Peirce incorporou influências de Raging Bull (1980), abrindo o filme com uma tomada de Brandon viajando ao longo de uma rodovia, como visto da perspectiva imaginativa ou de sonho do personagem, semelhante ao início de Raging Bull. The Pawnbroker (1964) inspirou a fotografia e a edição da cena de estupro, particularmente o uso de corte rápido.

### Música
Por ser ambientado no meio rural do meio oeste, o álbum Boys Don't Cry apresenta uma coletânea de country, blues e rock. Nathan Larson e Nina Persson, do The Cardigans, compuseram uma versão instrumental da música pop-country "The Bluest Eyes in Texas" (1988), da banda Restless Heart, uma variação da qual foi usada como tema e partitura de amor. A música em si é ouvida durante uma cena de karaokê, cantada pela personagem de Sevigny e no final do filme. O título do filme foi retirado da canção de mesmo nome da banda inglesa The Cure. Uma parte da música, cantada por Nathan Larson, toca no fundo quando Lana paga a fiança de Brandon e durante uma de suas relações sexuais. No entanto, a música não foi incluída no lançamento da trilha sonora. Canções de Lynyrd Skynyrd ("Tuesday's Gone"), e das bandas Opal ("She's a Diamond") e The Charlatans ("Codine Blues") também aparecem no filme, assim como as versões covers de outras músicas. A trilha sonora foi lançada em 23 de novembro de 1999, pela Koch Records. "The Bluest Eyes in Texas" foi tocada quando Swank subiu no palco para receber seu Oscar. A música também toca nos créditos finais do filme. A trilha sonora do filme foi composta e conduzida por Cliff Eidelman.

## Temas e análises
Boys Don't Cry tem sido amplamente discutido e analisado por muitos acadêmicos e estudiosos. Roger Ebert descreveu-o como uma "tragédia romântica" ocorrida em um ambiente americano de classe trabalhadora, chamando-o de "Romeu e Julieta em um parque de trailers de Nebraska". A filosofa Rebecca Hanrahan argumentou que a questão da identidade — particularmente a de Brandon — é aludida frequentemente e que Peirce coloca a natureza da identificação e do eu como as principais temáticas do filme. Do mesmo modo, a jornalista Janet Maslin observou que o filme trata da aceitação da identidade, o que, por sua vez, significa abraçar o destino predisposto a essa identidade. Paula Nechak chamou-o de "um relato cauteloso", e considerou-o uma descrição negativa e triste do meio-oeste norte-americano, escrevendo que "[o filme] capturou a mística e a misteriosa solidão" e "o isolamento do meio-oeste, com sua desolação empoeirada e frustração do meio do nada que impulsiona as pessoas à violência e ao desespero".
Christine Vachon, a produtora executiva, disse: "Não são apenas dois bandidos estúpidos que mataram alguém. É sobre rapazes cujo mundo é tão tênue e tão frágil que eles não podem tolerar que nenhuma das suas crenças seja quebrada", referindo-se para os pontos de vista de John e Tom sobre suas vidas, as aspirações de Brandon e seu sexo biológico. Junto com outros filmes da virada do século como In the Company of Men (1997), Fight Club (1999), Beleza Americana (1999) e Psicopata Americano (2000), Boys Don't Cry "levanta a questão mais ampla, e amplamente explorada da crise da masculinidade", e, juntamente com Monster (2003), é uma exploração de "problemas sociais".

### Relações românticas e platônicas
Vários acadêmicos analisaram a relação entre Brandon e Lana, bem como o relacionamento de Brandon com John e Tom. Carol Siegel considerou o filme como uma história de amor temática, entre dois amantes desafortunados, de maneira semelhante a Romeu e Julieta. Jack Halberstam atribuiu o sucesso ao seu argumento ostensivo para a tolerância da diversidade sexual ao descrever uma relação impossível entre duas pessoas e comparou o relacionamento de Brandon e Lana e o drama subsequente com romances clássicos e modernos, incluindo a obra de Shakespeare, muitas vezes usando o termo "amantes de sinas cruzadas". Para o Journal for Creativity in Mental Health, Jinnelle Veronique Aguilar discutiu a habilidade de Brandon de criar relações interpessoais, opinando que ele queria criar relacionamentos íntimos, mas não podia devido ao status de transgênero até chegar perto de Lana. "Embora Brandon tenha criado uma relação breve, mas autêntica com Lana, ele continua a experimentar uma sensação de solidão no mundo. Ele sempre enfrenta uma sensação de medo relacionada à baixa proteção que ele e outros transexuais têm".
Escrevendo para o International Feminist Journal of Politics, Myra Hird argumentou que John e Brandon exemplificam dois tipos diferentes e contrastantes de masculinidade, e que a versão de Brandon é preferida pelas personagens femininas, comparando-os com Arnold Schwarzenegger e Jimmy Stewart, respectivamente. "Ao longo do filme, John oferece ao espectador um exemplo tipico da masculinidade heteronormativa. [...] Contra esta masculinidade hegemônica, Brandon oferece uma masculinidade que remete uma era de cavalaria". Além disso, ela afirmou que John estava ameaçado pela versão masculina de Brandon. "Os limites de gênero são levados extremamente a sério na sociedade ocidental, e Boys Don't Cry descreve a ameaça de John e Tom pela representação superior de Brandon num "cronograma" de masculinidade. John não pode tolerar o desejo de Brandon e a sua habilidade clara de usufruir os privilégios masculinos, e sua reação é forçá-lo a ser feminino através do ato de estupro".

### Causas de violência contra pessoas LGBT
Outros críticos discutiram as causas psicológicas mais complexas do assassinato de Brandon. Jack Halberstam analisou-as e se foi devido a transfobia ou homofobia: "Em última análise, a dupla visão do sujeito transgênero dá lugar à visão universal do humanismo, o homem transgênero e seu amante se torna lésbica e o assassinato parece ser o resultado de uma raiva homofóbica viciosa". Ebert chamou o filme de "uma música triste sobre um espírito livre que tentou voar um pouco perto da chama".
Sobre as cenas de estupro e assassinato, a crítica de cinema Julianne Pidduck narrou: "Efetivamente, o espectador é convidado a experimentar a violação do ponto de vista da vítima. O filme dar-nos uma esperança juntamente com o risco conhecido e imaginado [de sermos violentados], especialmente os espectadores do sexo feminino e/ou queer. Uma afeição ao status de estranho de Brandon [faz com que o espectador fique feliz] com a alegria inicial de Brandon em seu sucesso transgressivo quando criança, atraindo-nos para o final perturbador".

### Autoimagem, identidade transgênero e binário de gênero
Muitos estudiosos abordaram as várias visões de gênero pelos personagens do filme; Moss e Lynne Zeavin fizeram uma análise psicanalítica, chamando o filme de um "relato de um caso" que "apresenta as tendências transexuais de [Brandon] como uma série de conquistas eufóricas" e "concentra-se em uma série de reações à sua [sic] transexualidade. [...] ou um caso em que não podem mostrar a histeria feminina, mas podem mostrar a misoginia". Elaborando os temas do filme, eles escreveram:
Em seu filme, Pierce insere os problemas não convencionais da transexualidade em uma estrutura narrativa convencional. Ao longo do filme, Brandon é apresentado como um patife condenado, embora sedutor e bonito, reconhecidamente situado na linhagem de garotos maus bem conhecidos do cinema como James Dean, Steve McQueen e Paul Newman. Como esses predecessores, a estatura heroica de Brandon deriva da sua falta de vontade de comprometer sua identidade [sic] ... Pierce apresenta os conflitos de Brandon contra o determinismo biológico e os conflitos de um renegado a buscar uma vida digna.
Brenda Cooper, publicando para Critical Studies in Media Communication, argumentou que Boys Don't Cry "pode ser interpretado como uma narrativa libertadora que causa estranhamento para os grupos de heteronormais e de masculinos hegemônicos ao privilegiar a masculinidade feminina e exaltando suas diferenças das normas heterossexuais". Ela argumentou que o filme desafiou a heteronormatividade criticando o conceito de Heartland, apresentando problemas com a masculinidade heterossexual e sua agressão internalizada, "centrando a masculinidade feminina" e ultrapassando os limites de gênero. A escritora Jennifer Esposito escreveu que "nós assistimos enquanto Brandon esconde seus seios [com faixa], embala um dildo, arruma seu cabelo num espelho. Sua masculinidade é cuidadosamente escrita. John e Tom ... nunca são mostrados se preparando para a masculinidade. Eles já são masculinos". Melissa Rigney argumentou que o filme desafiava as representações tradicionais de personagens transgêneros ao não confinar Brandon a certos estereótipos. "... a figura de Brandon pode ser vista de varias formas como machão, macho, lésbica, transgênero, transexual e heterossexual. [...] Embora a masculinidade feminina fica em primeiro plano, eu alego que o filme tenta subsumir o potencial transgressivo de uma pessoa que está 'fora de seu gênero' dentro de uma estrutura e narrativa lésbica, que reduz e, em última análise, anula o gênero de Brandon e o excesso sexual".
Em oposição, Annabelle Wilcox opinou que o filme enfatiza principalmente o binário de gênero, mostrando que "o corpo de Brandon é marcado por tal retórica e representação, e é tido para ser um local de 'verdade' que conclui a questão de ser transgênero para subjetividade, gênero e sexualidade". Notou também que muitos críticos de cinema ignoraram a identidade masculina de Brandon ou usavam pronomes femininos quando se referiam a ele. Para Film Quarterly, Rachel Swan escreveu que a masculinidade de Brandon era muitas vezes contrastada com a feminilidade de Lana como meio de ilustrar os dois lados do binário de gênero. Além disso, ela considerou o estupro de Brandon como uma tentativa de castrá-lo psicologicamente.
Em outra publicação, Halberstam comparou a representação de Brandon pela mídia com a de Billy Tipton, um músico de jazz que ninguém sabia que era transgênero até o dia de sua morte, no qual descobriram que ele foi designado do sexo feminino no nascimento, e escreveu: "Em algum nível, a história de Brandon, ao mesmo tempo que se limita à sua própria especificidade, precisa permanecer uma narrativa aberta — não uma narrativa estável da identidade do homem trans, nem um conto peculiar de violência ao homossexual, nem uma fábula cautelosa sobre a violência da zona rural dos Estados Unidos, nem um apelo às organizações urbanas da comunidade queer; como a narrativa de Billy Tipton, a história de Brandon permite um sonho de transformação". Christine Dando concluiu que "a masculinidade está associada ao exterior e a feminilidade com os sentimentos interior".

### Classe social e raça
Lisa Henderson comentou sobre a interseção entre a classe social e o gênero, particularmente o status de classe trabalhadora de Brandon: "Minha analise da representação de classe não surge de uma pesquisa inequívoca para as chamadas imagens positivas, mas me parece ser uma nova parcela em uma longa história de imagens populares da patologia da classe trabalhadora. [...] Mas essa não é toda a história dentro desse universo de sentimentos e reações estruturados pelo desejo de amor, aceitação e uma vida melhor. Jennifer Devere Brody comentou sobre a exclusão de Phillip DeVine da história, um afro-americano com deficiência que também fora morto no tiroteio. "Talvez uma pessoa somente possa especular sobre as motivações por trás dessa decisão. Mas são claras as representações racistas na história".
A eliminação de DeVine da narrativa coloca as mulheres brancas como as únicas verdadeiras vítimas do crime; e a incapacidade do filme para mostrar DeVine como uma vitima em vez de infrator perpetua o mito de que o homem negro é sempre o causador de crime". Em relação a DeVine, Halberstam afirmou que Peirce talvez pensou que seu filme, que tem quase duas horas, não poderia lidar com outra subtrama, mas a história de DeVine é importante e é uma parte crucial do drama do gênero do filme, da raça e sexualidade. A raça não é casual a esta narrativa sobre pessoas majoritariamente brancas e de cidade pequena do meio oeste, e ao omitir a história de DeVine, Peirce contribui para o destacamento de narrativas de transgêneros sobre narrativas sobre raça, deixando a memória de DeVine ao esquecimento.

### Cultura do meio-oeste dos Estados Unidos
Vários autores comentaram sobre o possível impacto que o cenário na Falls City poderia ter na trama. Maslin chamou-o de um conto sobre uma busca de uma personagem presa e de pequena cidade procurando uma vida além do meio rural e o alto preço que ela paga pelo "sonho americano". No que concerne à representação de Nebraska, Halberstam escreveu: "A paisagem de Nebraska serve como um local marcado sobre o qual várias narrativas se desdobram, narrativas que se recusam a cair simplesmente em apenas uma história. Algumas dessas narrativas são de ódio; algumas, de desejo; outras, de ignorância e da brutalidade; outras, ainda, do isolamento e do medo; outras permitem que a violência e os preconceitos ignorantes se tornem a essência da identidade rural pobre branca; outras, ainda, provocam questionamentos sobre o desenvolvimento da branquidade e a normatização da violência".

Christina Dando escreveu que o retrato típico do Meio-Oeste como uma área de "fronteira" não apareceu no filme até que o cenário mudasse de Lincoln para Falls City: "A paisagem plana, o céu espaçoso, as casas, evocam as planícies em dois períodos de tempo diferentes, familiares a muitos americanos por intermédio de fotografias históricas: o processo inicial de povoação... e as fotografias da Farm Security Administration dos anos 30. É virtualmente intemporal. Também existe a sensação de lugar e a ausência dele." Ela completou que tal-qualmente na mitologia do velho oeste americano, em que fazendeiros, nativos e forasteiros lutavam para controlar o acesso à terra —"cada um lutando para preservar a liberdade e as oportunidades que os atraíram pela primeira vez ao local"—, o filme retrata pessoas nativas e estrangeiras que tentam reivindicar um lugar. "Os indivíduos principais do filme desafiam as cercas simbólicas e tentam atravessar as fronteiras à medida que lutam para construir e viver com suas identidades. Cidadãos das planícies são representados para erigir e policiar cercas sociais, apontando quem pertence a essa área e quem não, um paralelo ao mítico conflito entre fazendeiros. Comum a todas essas variadas guerras são os debates sobre a identidade masculina. Sobre a cinematografia do filme e a relação com seus temas, registrou:
A paisagem construída em Boys Don't Cry é escura, literal e figurativamente. A maioria das cenas é ambientada à noite, utilizando os céus noturnos da planície com nuvens em câmera-rápida, aumentando o isolamento. Quadros de vídeo sem lugar específico e atemporal. A comunidade também é escura. É marginal, apenas conseguindo se dar bem em conjunto, [assim como se prejudica] mortalmente no final. Enquanto é aparente a clássica dicotomia ocidental de que os homens são associados a exteriores; mulheres, a interiores, é assim também a mudança de Brandon. Ele parece ser capaz de lidar facilmente com os dois lugares, mas não pertence a nenhum deles.
Dando comparou o filme a outros livros e filmes trágicos que foram ambientados nas Grandes Planícies, incluindo My Ántonia, Giants in the Earth, The Grapes of Wrath, In Cold Blood e Badlands, escrevendo que, ao contrário de outras obras, "Brandon é [a] personagem que realmente atravessa fronteiras".

## Lançamento

### Distribuição
Boys Don't Cry estreou no Festival Internacional de Cinema de Veneza, na Itália, em setembro de 1999. No dia 12 daquele mês, apresentou-se no Canadá, no Festival Internacional de Cinema de Toronto (TIFF). Seu lançamento nos Estados Unidos aconteceu no Festival de Cinema de Nova Iorque, no dia 1.º de outubro, no qual recebeu aclamação por parte dos críticos. Ainda naquele mês, foi exibido no Reel Affirmations, um festival internacional de cinema LGBT, onde ganhou mais elogios. Já no Festival Sundance de Cinema, o filme teve seus trechos mostrados em uma seleção especial. Naquela época, o título da obra ainda era Take It Like a Man.
O filme recebeu um lançamento limitado nos cinemas dos Estados Unidos em 22 de outubro, onde foi distribuído pela Fox Searchlight Pictures, subsidiária da 20th Century Fox, especializada em filmes independentes. Inicialmente, muitos espectadores reclamaram, via e-mail, para Peirce que o longa não estava sendo exibido em cinemas próximos a eles, uma vez que ele foi distribuído em apenas 25 cinemas em todo o país. No entanto, com o seu subsequente sucesso, esse número aumentou para quase duzentos em março de 2000.

### Classificação indicativa
Boys Don't Cry foi alvo de muita atenção por causa de sua explicita cena de estupro. Nos Estados Unidos, o filme recebeu inicialmente da Motion Picture Association of America (MPAA) uma classificação NC-17 (Sem crianças abaixo de 17 anos); desse modo, para que recebesse uma avaliação mais branda, o conteúdo foi atenuado na versão americana, assim, foi reclassificado para R (Restrito), pelo seu conteúdo violento, incluindo uma intensa cena de estupro brutal, sexualidade, linguagem e uso de drogas. Em 2005, Peirce realizou uma entrevista para um documentário intitulado This Film Is Not Yet Rated (em português, Este Filme Ainda Não Foi Classificado, ou Este Filme Ainda não Tem Censura), no qual discutiu os problemas enfrentados por Boys Don't Cry com a MPAA, particularmente a censura das cenas de sexo. A representação de um duplo estupro causou problemas significativos com a associação e teve que ser cortado para evitar a classificação NC-17. Tanto a versão australiana quanto a européia são mais explícitas, particularmente a primeira violação. A diretora estava indignada porque a MPAA queria que a cena de sexo entre Brandon e Lana fosse removida, mas a associação estava satisfeita com o nível de brutalidade na cena do crime. Peirce também afirmou que outra objeção da MPAA fora relacionada a uma cena apresentava um orgasmo que era "muito longo", e retoricamente perguntou se alguém já havia sido ferido por um orgasmo "muito longo".
O portal Common Sense Media e os pais assinantes dele recomendaram o filme apenas para maiores de dezessete anos; já as crianças usuárias do portal indicaram-no para maiores de quinze anos. Em território francês, foi proibido para menores de dezesseis anos. No Brasil, em seu lançamento nos cinemas e em DVD, o filme foi classificado como "impróprio para menores de dezoito anos", de acordo com o Departamento de Justiça, Classificação, Títulos e Qualificação (DEJUS). Já em seu lançamento para a televisão, recebeu a seguinte indicação: "Programa não recomendado para menores de 18 anos: inadequado para antes das vinte e três horas".

## Recepção
Com um índice de aprovação de 88% em base de 76 críticas, o Rotten Tomatoes publicou um consenso: “O desempenho aclamado de Hilary Swank paga tributo à vida trágica de Brandon Teena”.

## Principais prêmios e indicações
| Prêmio                         | Categoria                        | Recipiente           | Resultado |
| ------------------------------ | -------------------------------- | -------------------- | --------- |
| Oscar 2000                     | Melhor Atriz                     | Hilary Swank         | Venceu    |
| Oscar 2000                     | Melhor Atriz Coadjuvante         | Chloë Sevigny        | Indicado  |
| BAFTA 2001                     | Melhor Atriz                     | Hilary Swank         | Indicado  |
| Golden Globe Awards 2000       | Melhor Atriz - Drama             | Hilary Swank         | Venceu    |
| Golden Globe Awards 2000       | Melhor Atriz Coadjuvante         | Chloë Sevigny        | Indicado  |
| National Board of Review 2000  | Atriz Revelação                  | Hilary Swank         | Venceu    |
| National Board of Review 2000  | Diretor Estreante                | Kimberly Peirce      | Venceu    |
| Satellite Awards 1999          | Melhor Filme - Drama             | Melhor Filme - Drama | Indicado  |
| Satellite Awards 1999          | Melhor Diretor                   | Kimberly Peirce      | Indicado  |
| Satellite Awards 1999          | Melhor Atriz - Drama             | Hilary Swank         | Venceu    |
| Satellite Awards 1999          | Melhor Atriz Coadjuvante - Drama | Chloë Sevigny        | Venceu    |
| Screen Actor Guild Awards 2000 | Melhor Atriz                     | Hilary Swank         | Indicado  |
| Screen Actor Guild Awards 2000 | Melhor Atriz Coadjuvante         | Chloë Sevigny        | Indicado  |